# Policaprolattone

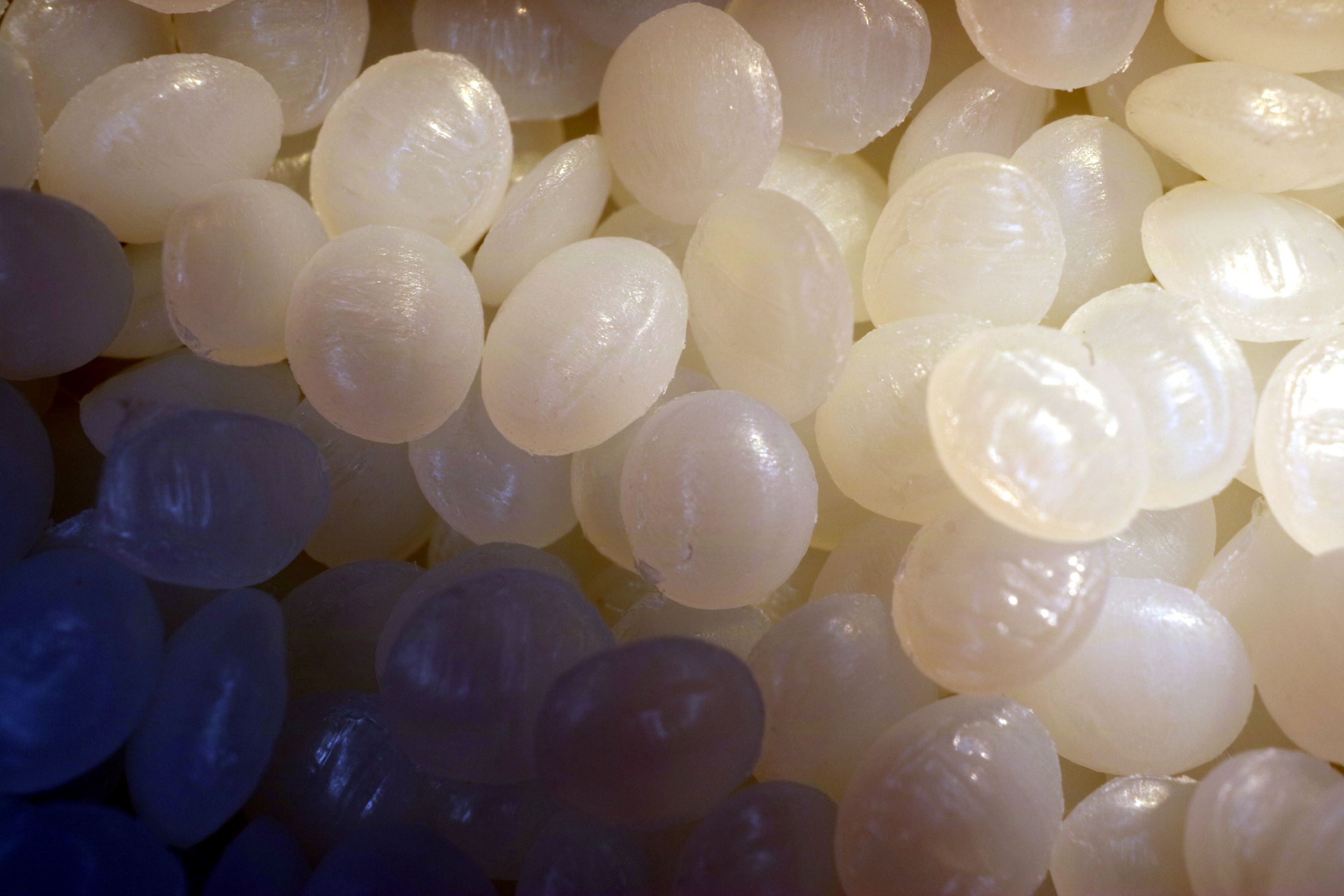
Pellet di policaprolattone (diametro: 3,5 mm circa).

Il policaprolattone (PCL o PLC) è un polimero semicristallino sintetico biodegradabile.

## Caratteristiche
Essendo dotato di buone caratteristiche di biocompatibilità e di un'elevata stabilità termica, è molto utilizzato nel campo delle applicazioni biomedicali; ha inoltre una buona resistenza nei confronti del cloro, dell'olio, dell'acqua e dei solventi in genere.
Il policaprolattone si ottiene per polimerizzazione con apertura ad anello usando l'ottanoato stannoso come catalizzatore. Ha una temperatura di fusione di 59-64 °C e una temperatura di transizione vetrosa vicina ai -60 °C: quest'ultima è particolarmente bassa rispetto ad altri polimeri bioriassorbibili usati per applicazioni biomediche. La temperatura di decomposizione è pari a 360 °C.

## Uso e biodegradabilità
Questo polimero è spesso usato come additivo per migliorare le caratteristiche di lavorazione e le proprietà di resine; può essere inoltre mescolato con l'amido per abbassarne il costo relativo ed aumentarne la biodegradabilità.
Il PCL si degrada per idrolisi a causa della presenza all'interno della sua struttura di legami esteri; dato che lo stesso meccanismo di degradazione avviene nel corpo umano in condizioni fisiologiche, questo materiale ha ricevuto una particolare attenzione per la realizzazione di dispositivi impiantabili. In particolare, il policaprolattone è utilizzato per la realizzazione di impianti di lunga durata, a causa della sua più lenta degradazione rispetto al polilattide. Il suo utilizzo all'interno del corpo umano, ad esempio come elemento di rilascio di sostanze, come sutura o come elemento di adesione, è approvato dalla Food and Drug Administration. 
Negli ultimi anni l'uso di questo polimero ha trovato largo impiego, una volta disciolto in cloroformio, con la tecnica dell'elettrospinning.